# النبي يعقوب (مستوطنة إسرائيلية)

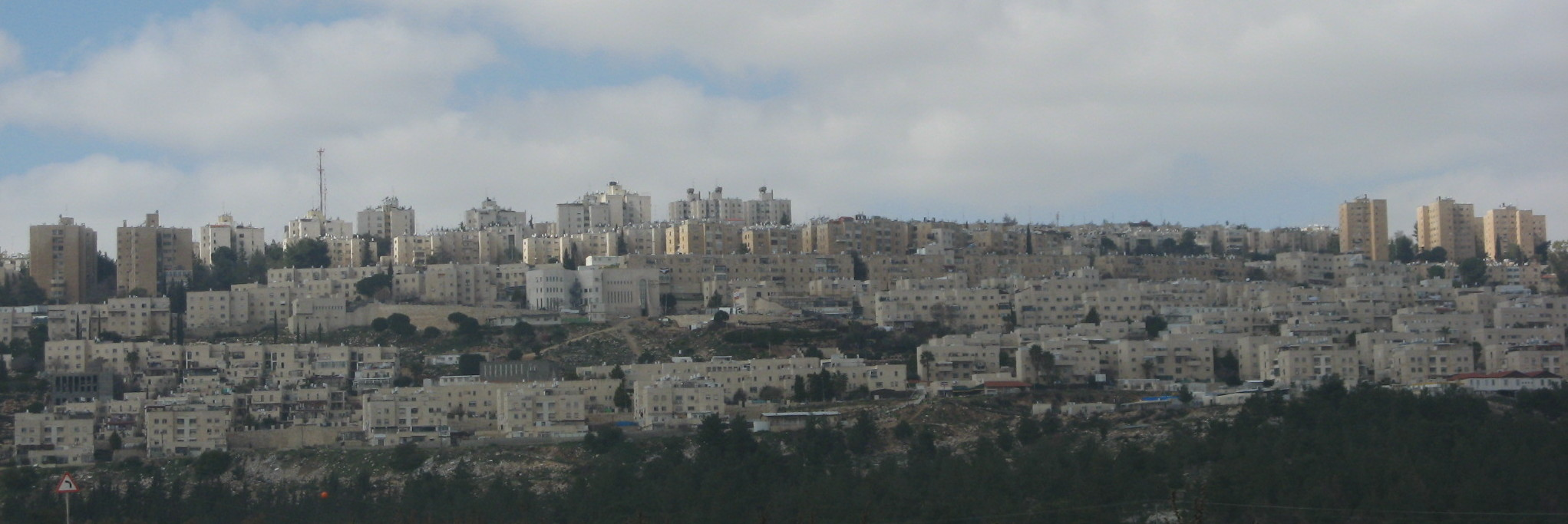
منظر عام لمستوطنة النبي يعقوب

مستوطنة النبي يعقوب (بالعبرية: נווה יעקב) وتلفظ نفيه يعقوب، مستوطنة إسرائيلية وحي يقع في القدس الشرقية المحتلة ، تقع المستوطنة شمالي مستوطنة بسغات زئيف وجنوب بلدة الرام. أنشئت في عام 1924 خلال فترة الانتداب البريطاني، وخلال نكبة عام 1948 تم تركها. وخلال السيطرة على المنطقة من قبل إسرائيل في حرب الأيام الستة تم بناء حي جديد هناك،يعتبر المجتمع الدولي المستوطنات الإسرائيلية في القدس الشرقية غير قانونية بموجب القانون الدولي  يبلغ عدد سكان نفيه يعقوب 30,000 نسمة.